# Jiaxin Cheng
Jiaxin Cheng   (2 d'octubre de 1974) és una violoncel·lista d'origen xinès.

## Carrera
Cheng es va graduar al Conservatori Superior de Música de Xangai, (Xina), el 1997. Ja estava realitzant actuacions amb lOrquestra Simfònica de Xangai, però va deixar la Xina per continuar estudis a Nova Zelanda, on va obtenir el seu màster a la Universitat d'Auckland el 2001.
Mentre estava a Nova Zelanda, Cheng era el violoncel principal de lOrquestra de Cambra d'Auckland i tocava regularment tant amb lAuckland Philharmonia Orchestra com amb lOrquestra Simfònica de Nova Zelanda. Amb lOrquestra Simfònica d'Auckland va interpretar concerts de violoncel de Dvořák, Elgar i Lalo. Cheng també va ser membre fundador del quartet de corda Aroha. Aroha Quartet Review
Des del 2007, Cheng viu a Londres on ha ofert diversos recitals. La seva actuació a l'abril de 2008 al teatre de Her Majesty amb Andrew i Julian Lloyd Webber va ser descrita com "el punt culminant emocional de la nit". Va aparèixer com a solista al "Royal Festival Hall" l'abril de 2011 i amb Julian Lloyd Webber per a "BBC Radio 3", "Classic FM", "CNN Global TV" i "BBC Television". Han gravat per a "Universal Classics" i "Naxos" i van fer nous enregistraments el 2013, a més de fer gires juntament amb lOrquestra de Cambra de la Unió Europea i lOrquestra de Cambra Anglesa.
Cheng es va casar amb Julian Lloyd Webber el juliol de 2009 (la filla de la parella va néixer el 14 de juny de 2011). El seu primer enregistrament junts, publicat el març del 2011, va ser Arioso de Menotti per a dos violoncels i cordes, que apareixia al disc The Art of Julian Lloyd Webber. Cheng també apareix a l'àlbum de Lloyd Webber del 2011 Evening Songs. Al setembre de 2013, Naxos va publicar el seu primer enregistrament complet A Tale of Two Cellos. Després van seguir els concerts de Vivaldi per a dos violoncels amb lOrquestra de Cambra de la Unió Europea el 2014. Presentat a l'àlbum Virology de la banda de rock britànica Symphony Of Pain publicat el 2019